# Elaphidion cristalense
Elaphidion cristalense es una especie de escarabajo longicornio del género Elaphidion, categorizada en la tribu Elaphidiini, de la subfamilia Cerambycinae. Fue descrita por Zayas en 1975.

## Descripción
Mide 7,9-15,7 mm de longitud.

## Distribución
Se distribuye por Cuba.